# Barcragujn chumb (2019/2020)
Barcragujn chumb 2019/2020 była 28. sezonem najwyższej klasy rozgrywkowej w Armenii w piłce nożnej.
Brało w niej udział 10 drużyn, które od 2 sierpnia 2019 do 14 lipca 2020 rozegrały 28 kolejek meczów.
Gry zostały zawieszone między 13 marca 2020, a 23 maja 2020 z powodu pandemii COVID-19.
Tytuł mistrzowski obroniła drużyna Ararat-Armenia Erywań zdobywając drugi tytuł z rzędu i w swojej historii.

## Format rozgrywek
Format rozgrywek uległ modyfikacji w porównaniu do poprzedniego sezonu. Liczba drużyn występujących zwiększyła się do dziesięciu, które rozgrywają mistrzostwa w dwóch fazach.
W pierwszej fazie drużyny grają ze sobą dwukrotnie, raz u siebie i raz na wyjeździe. W drugiej zespoły zostają podzielone na dwie grupy.
Pierwsza szóstka walczy o tytuł i kwalifikacje do europejskich rozgrywek, pozostałe zespoły grają o utrzymanie.
Drużyna, która zajmie pierwsze miejsce, zostaje ogłoszona mistrzem Armenii i zostaje dopuszczona do I rundy kwalifikacyjnej Ligi Mistrzów UEFA.
Drużyna, która zajmie drugie, trzecie miejsce i zdobywca Pucharu Armenii, kwalifikuje się do I rundy kwalifikacyjnej Ligi Europy UEFA.
W przypadku zdobycia pucharu przez drużynę, która zapewniła sobie grę w europejskich pucharach, awans otrzymuje czwarta drużyna rozgrywek.
Do niższej ligi spada bezpośrednio ostatnia drużyna.

## Drużyny
| Uczestnicy poprzedniej edycji | Uczestnicy poprzedniej edycji | Uczestnicy poprzedniej edycji | Uczestnicy poprzedniej edycji |
| --- | ----------------------------- | ----------------------------- | ----------------------------- |
| ARM | Ararat-Armenia                | Erywań                        | 1                             |
| PIU | Piunik Erywań                 | Erywań                        | 2                             |
| URA | Urartu Erywań                 | Erywań                        | 3                             |
| ALA | Alaszkert                     | Erywań                        | 4                             |
| LOR | Lori Wanadzor                 | Wanadzor                      | 5                             |
| GDZ | Gandzasar Kapan               | Kapan                         | 6                             |
| SZI | Szirak Giumri                 | Giumri                        | 7                             |
| NOA | Noah Erywań                   | Erywań                        | 8                             |
| ARA | Ararat Erywań                 | Erywań                        | 9                             |
| Awans z Araczin chumb |                               |                               |                               |
| JER | Jerewan FA                    | Erywań                        | 2                             |
| Oznaczenia: - kolumna pierwsza – skróty nazw drużyn, - kolumna trzecia – siedziba klubu, - kolumna czwarta – miejsce zajęte w poprzednim sezonie. |                               |                               |                               |

## Faza zasadnicza
| Lp. | Drużyna               | M  | Z  | R | P  | B+ | B- | +/– | Pkt | Kwalifikacja      |  | AAR | LOR | ALA | ARA | NOA | SHI | PYU | URA | GAN | YER |
| --- | --------------------- | -- | -- | - | -- | -- | -- | --- | --- | ----------------- |  | --- | --- | --- | --- | --- | --- | --- | --- | --- | --- |
| 1   | Ararat-Armenia Erywań | 18 | 11 | 3 | 4  | 33 | 15 | +18 | 36  | grupa mistrzowska |  |     | 0–0 | 2–0 | 1–0 | 3–1 | 1–0 | 3–1 | 0–0 | 3–1 | 7–2 |
| 2   | Lori Wanadzor         | 18 | 9  | 5 | 4  | 27 | 19 | +8  | 32  | grupa mistrzowska |  | 2–0 |     | 2–1 | 1–4 | 1–0 | 0–0 | 2–2 | 2–1 | 2–1 | 8–0 |
| 3   | Alaszkert Erywań      | 18 | 9  | 4 | 5  | 33 | 20 | +13 | 31  | grupa mistrzowska |  | 2–1 | 0–1 |     | 1–1 | 0–1 | 1–2 | 1–1 | 2–1 | 2–0 | 5–1 |
| 4   | Ararat Erywań         | 18 | 9  | 4 | 5  | 25 | 18 | +7  | 31  | grupa mistrzowska |  | 0–3 | 0–0 | 1–1 |     | 1–0 | 2–1 | 4–2 | 1–0 | 1–1 | 1–0 |
| 5   | Noah Erywań           | 18 | 9  | 3 | 6  | 25 | 19 | +6  | 30  | grupa mistrzowska |  | 1–2 | 3–1 | 1–2 | 2–0 |     | 0–0 | 4–2 | 2–0 | 2–1 | 3–1 |
| 6   | Szirak Giumri         | 18 | 8  | 4 | 6  | 25 | 18 | +7  | 28  | grupa mistrzowska |  | 1–0 | 1–2 | 1–3 | 2–1 | 3–0 |     | 3–1 | 3–1 | 0–0 | 2–1 |
| 7   | Piunik Erywań         | 18 | 7  | 2 | 9  | 35 | 36 | −1  | 23  | grupa spadkowa    |  | 0–3 | 3–1 | 0–3 | 1–4 | 1–2 | 1–0 |     | 1–2 | 2–0 | 4–1 |
| 8   | Urartu Erywań         | 18 | 6  | 5 | 7  | 22 | 24 | −2  | 23  | grupa spadkowa    |  | 1–1 | 2–0 | 2–4 | 1–0 | 0–0 | 2–2 | 0–3 |     | 1–1 | 3–0 |
| 9   | Gandzasar Kapan       | 18 | 4  | 6 | 8  | 20 | 25 | −5  | 18  | grupa spadkowa    |  | 2–1 | 1–1 | 2–2 | 0–1 | 1–1 | 1–0 | 1–2 | 2–4 |     | 2–0 |
| 10  | Jerewan (W)           | 18 | 0  | 0 | 18 | 11 | 62 | −51 | 0   | [ iv ]            |  | 1–2 | 0–1 | 0–3 | 1–3 | 0–2 | 1–4 | 2–8 | 0–1 | 0–3 |     |

1. ↑  18 czerwca 2019 Arcach zmienił nazwę na Noah[3].
2. ↑  2 sierpnia 2019 Banants zmienił nazwę na Urartu[4][5].
3. 1 2 3  Pozostałe mecze Jerewan, po wycofaniu zespołu, zostały zweryfikowane jako walkowery 3-0.
4. ↑  21 lutego 2020 Jerewan wycofał się z ormiańskiej Premier League 2019/20 z powodu problemów finansowych i technicznych[6].

## Faza finałowa
| Grupa mistrzowska |                           |    |    |    |    |    |    |     |    |                                             |     |     |     |     |     |     |       |     |     |     |
| 1                 | Ararat-Armenia Erywań (M) | 28 | 15 | 7  | 6  | 45 | 23 | +22 | 52 | Liga Mistrzów UEFA • I runda kwalifikacyjna |     |     | 2–0 | 0–0 | 1–1 | 0–0 | 4–2   |     |     |     |
| 2                 | Noah Erywań (P)           | 28 | 14 | 6  | 8  | 37 | 27 | +10 | 48 | Liga Europy UEFA • I runda kwalifikacyjna   |     | 1–1 |     | 1–0 | 4–0 | 2–1 | 1–0   |     |     |     |
| 3                 | Alaszkert Erywań          | 28 | 14 | 5  | 9  | 51 | 31 | +20 | 47 | Liga Europy UEFA • I runda kwalifikacyjna   |     | 1–2 | 0–1 |     | 1–2 | 5–1 | 2–1   |     |     |     |
| 4                 | Szirak Giumri             | 28 | 13 | 7  | 8  | 40 | 30 | +10 | 46 | Liga Europy UEFA • I runda kwalifikacyjna   |     | 1–0 | 2–0 | 2–4 |     | 0–0 | 2–0   |     |     |     |
| 5                 | Lori Wanadzor             | 27 | 10 | 10 | 7  | 35 | 33 | +2  | 40 |                                             |     | 2–1 | 2–2 | 0–2 | 1–1 |     | [ i ] |     |     |     |
| 6                 | Ararat Erywań             | 27 | 9  | 6  | 12 | 31 | 36 | −5  | 33 |                                             | 0–1 | 0–0 | 1–3 | 1–4 | 1–1 |     |       |     |     |     |
| Grupa spadkowa    |                           |    |    |    |    |    |    |     |    |                                             |     |     |     |     |     |     |       |     |     |     |
| 7                 | Urartu Erywań             | 22 | 8  | 6  | 8  | 26 | 27 | −1  | 30 |                                             |     |     |     |     |     |     |       |     | 0–1 | 1–0 |
| 8                 | Piunik Erywań             | 22 | 8  | 2  | 12 | 39 | 42 | −3  | 26 |                                             |     |     |     |     |     |     | 1–2   |     | 2–3 |     |
| 9                 | Gandzasar Kapan           | 22 | 6  | 7  | 9  | 25 | 29 | −4  | 25 |                                             |     |     |     |     |     |     | 1–1   | 1–0 |     |     |

1. ↑  Dział Organizacji i Przeprowadzenia Zawodów FFA w celu przeciwdziałania rozprzestrzenianiu się koronawirusa podjął decyzję o odwołaniu meczu ostatniej kolejki pomiędzy Lori Wanadzor i Ararat Erywań i nie przyznawać punktów obu drużynom[10].

## Najlepsi strzelcy
| Bramki | Strzelcy           | Drużyna                 |
| ------ | ------------------ | ----------------------- |
| 23     | Mory Kone          | Szirak Giumri           |
| 12     | Jonel Désiré       | Lori Wanadzor           |
| 11     | Aleksandar Glišić  | Alaszkert Erywań        |
| 11     | Gustavo Marmentini | Alaszkert Erywań        |
| 11     | Maksim Mayrovich   | Noah Erywań             |
| 9      | Denis Mahmudov     | Piunik Erywań           |
| 8      | Vladimir Azarov    | Noah Erywań             |
| 8      | Thiago Galvão      | Alaszkert Erywań        |
| 8      | Mailson Lima       | Ararat-Armenia Erywań   |
| 7      | Yevgeni Kobzar     | Urartu Erywań           |
| 7      | Ramazan Isayev     | Jerewan / Ararat Erywań |
| 7      | Yusuf Otubanjo     | Ararat-Armenia Erywań   |

Źródło: 

## Stadiony
| Alaszkert Erywań Noah Erywań |
| ---------------------------- |
| Stadion Alaszkert            |
|                              |

| Ararat Erywań          | Ararat Erywań                | Ararat Erywań   |
| ---------------------- | ---------------------------- | --------------- |
| im. Wazgena Sarkisjana | Stadion Akademii Piłkarskiej | Stadion Miejski |
|                        |                              |                 |

| Ararat-Armenia Erywań Gandzasar Kapan |
| ------------------------------------- |
| Stadion Akademii Piłkarskiej          |
|                                       |

| Lori Wanadzor Jerewan     |
| ------------------------- |
| Vanadzor Football Academy |
|                           |

| Piunik Erywań          | Piunik Erywań                |
| ---------------------- | ---------------------------- |
| im. Wazgena Sarkisjana | Stadion Akademii Piłkarskiej |
|                        |                              |

| Szirak Giumri   |
| --------------- |
| Stadion Miejski |
|                 |

| Urartu Erywań  |
| -------------- |
| Stadion Urartu |
|                |

Źródło: 